# Stipe Bačelić-Grgić
Stipe Bačelić-Grgić (Šibenik, 1988. február 16. –) horvát labdarúgó, a Šibenik játékosa.

## Pályafutása
A Hajduk Split korosztályos csapatában kezdte a labdarúgást. 2006-ban itt mutatkozott be a horvát élvonalban. 2009-ig volt a Hajduk játékosa, de közben a Šibenik, a Trogir és a Čakovec csapataiban is szerepelt kölcsönben. 2009 és 2012 között a Šibenik, 2012–13-ban az Istra 1961, 2013–14-ben a Dragovoljac játékosa volt. 2014 és 2018 között külföldön játszott. Egy idényt a belga Cercle Brugge csapatában, hármat a Puskás Akadémia együttesében. A 2016–17-es idényben kölcsönben a Mezőkövesd játékosa volt. 2018-ban hazatért és a Slaven Belupo labdarúgója lett.